# Liste des évêques de Lodève

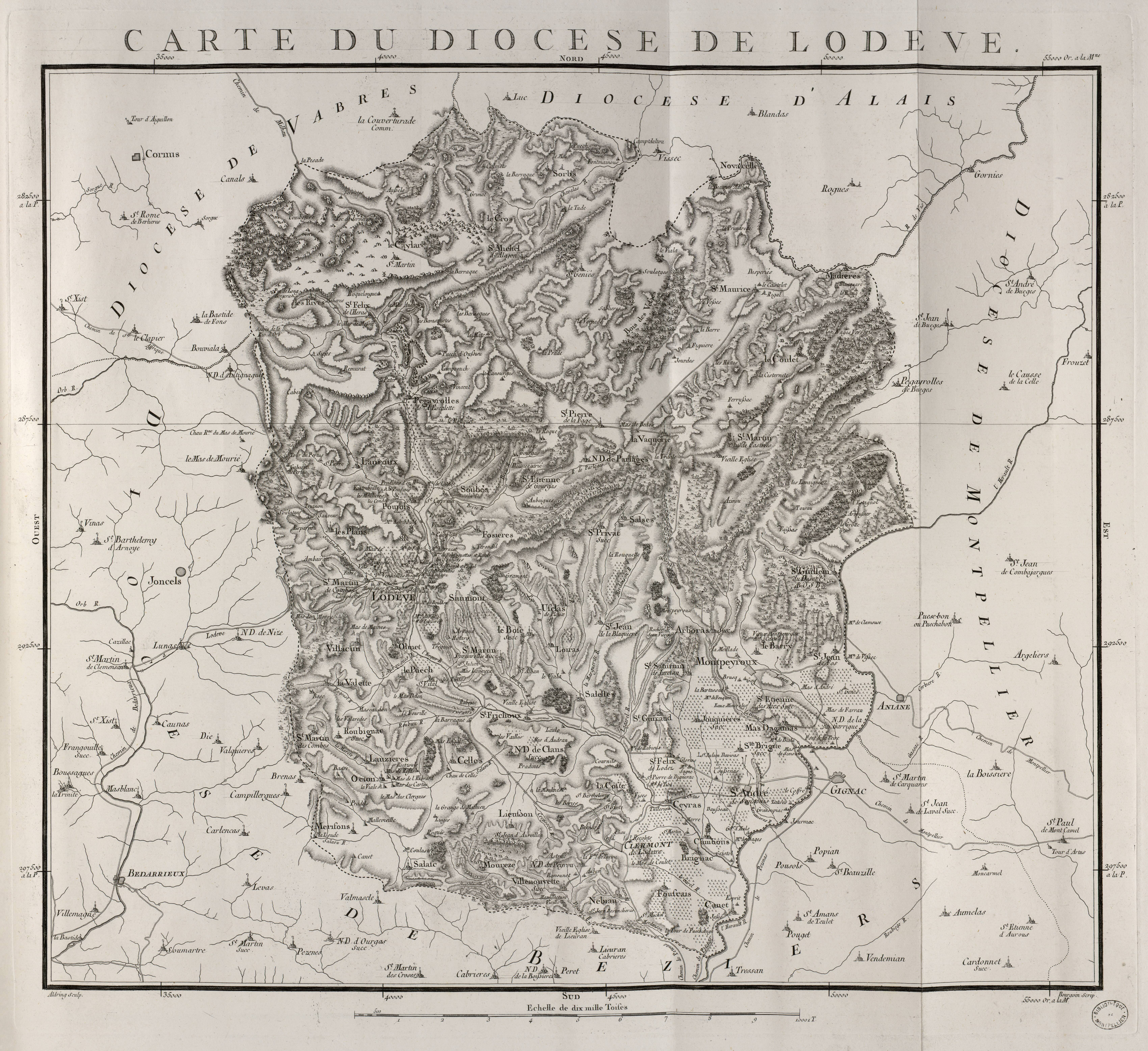
Carte du diocèse de Lodève en 1781

La date de la création de l'évêché de Lodève est ignorée. Il fut supprimé par décret du 12 juillet 1790, cependant Louis XVI nomma un 79e évêque qui n'exerça jamais ses fonctions. 
Le territoire de l’Église de Lodève fut ensuite rattaché au diocèse de Montpellier ; puis le siège de Lodève fut restauré en 1877 en la personne de l'évêque de Montpellier.

## Liste des évêques de Lodève

### Entre 300 et 1000apr. J.-C.
| Nom           | Années           | Commentaire |
| ------------- | ---------------- | --- |
| Saint Flour   | IVe – Ve siècles | Il prêcha la foi dans le Languedoc et l'Auvergne, et fut, selon une légende, martyrisé vers 389. Son corps est conservé et vénéré à Estaing (Aveyron) sous le nom de "saint Fleuret". |
| Materne       | 506              | 1er évêque dont le nom est connu, il participe au concile d'Agde. |
| Deutère       | 535              | Participe au concile de Clermont en 535 |
| Agrippin      | 589              | |
| Léonce        | 610              | |
| Anatole       | 633              | |
| Firmin        | 653              | |
| Ansemond      | 683              | |
| Sisemond      | 817              | |
| Sylvain       | 824              | |
| Tatila        | 844              | |
| Saint Georges | 863-884          | moine bénédictin, avait contribué en 861 à la fondation de l'abbaye de Vabres par Raymond Ier, comte de Toulouse et de Rouergue                                                       |
| Macaire       | 884              | |
| Autgar        | 906              | |
| Thierry       | 911-949          | |
| Saint Fulcran | 949-1006         | |

### Après l'an 1000
| Nom                                   | Années       | Commentaire |
| ------------------------------------- | ------------ | --- |
| Matfred                               | 1006-1015    | |
| Olombel                               | 1015-1040    | |
| Bernard Ier                           | 1042-1049    | |
| Bernard II                            | 1050-1054    | Selon la tradition et le "Catalogus" de Plantavit. |
| Rostaing                              | 1054-ca 1075 | |
| Bernard III de Prévinquières          | 1066-1099    | |
| Déodat de Caylus                      | 1099-1102    | |
| Pierre Ier de Raymond                 | 1102-1142    | |
| Pierre II Decan de Posquières         | 1154-1161    | |
| Gaucelin de Raymond de Montpeyroux    | 1162-1187    | En 1165, il participe au concile de Lombers, qui confronte des prélats catholiques à des "bons hommes" évangélistes et déclare finalement ces derniers hérétiques. |
| Raymond Ier Guilhem de Montpellier    | 1187-1201    | En 1188, Hugues II, comte de Rodez et vicomte de Lodève lui cède ses droits et prérogatives sur Lodève pour 60 000 sols melgoriens. En 1189 il reçoit le droit de battre monnaie. En 1192 il reçoit le plein exercice des droits féodaux sur le diocèse (donation de Raymond V de Toulouse et de Pierre de Lara, vicomte de Narbonne). |
| Pierre III Frotier                    | 1201-1207    | |
| Pierre IV Raymond de Montpeyroux      | 1207-1237    | |
| Bertrand de Mornas                    | 1237-1241    | |
| Guillaume de Caselles                 | 1241-1259    | Il acquiert l'entière seigneurie sur le château de Montbrun (1241-1246). |
| Raymond II de Belin                   | 1259-1262    | |
| Raymond III d'Astolphe de Rocozels    | 1263-1280    | |
| Bérenger Ier de Boussages             | 1280-1284    | |
| Bérenger II Guirard                   | 1285-1291    | |
| Gaucelin de La Garde de Chambonas     | 1292-1296    | |
| Ithier                                | 1296-1302    | |
| Déodat II de Boussages                | 1302-1312    | |
| Guillaume III de Mandagout            | 1312-1318    | |
| Jacques Ier de Cabrerets de Concots   | 1318-1322    | |
| Jean Tissandier                       | 1322-1324    | |
| Bernard Gui                           | 1324-1331    | |
| Bernard II Dumas                      | 1332-1348    | |
| Robert de la Vie                      | 1348-1357    | |
| Gilbert de Montdragon                 | 1357-1361    | |
| Aymeric d'Hugues                      | 1361-1370    | |
| Guy de Malsec                         | 1370-1371    | |
| Jean II Gastel                        | 1371-1376    | |
| Ferry Cassinel                        | 1376-1382    | |
| Pierre V Girard                       | 1382-1385    | |
| Clément de Grammont                   | 1385-1392    | |
| Guillaume du Lac                      | 1392-1398    | |
| Jean III de la Vergne                 | 1398-1413    | Il est le premier évêque à prendre le titre de "comte de Montbrun" (en 1405). |
| Michel Le Bœuf                        | 1413-1429    | |
| Pierre de la Treilhe                  | 1430-1441    | |
| Jacques II de Gaujac                  | 1441-1449    | |
| Guillaume V d'Estouteville            | 1449-1462    | |
| Jean IV de Corguilleray               | 1462-1489    | |
| Guillaume VI Briçonnet                | 1489-1519    | |
| Denis Briçonnet                       | 1519-1520    | |
| René Ier du Puy                       | 1520-1524    | |
| Jean V Matteo Giberti                 | 1524-1528    | |
| Laurent Toscan                        | 1528-1537    | |
| Lélio des Ursins de Céri              | 1537-1546    | |
| Guido Ascanio Sforza di Santa Fiora   | 1546-1547    | Il est aussi cardinal. |
| Dominique du Gabre                    | 1547-1558    | |
| Bernard VIII del Bene                 | 1558-1561    | |
| Claude Briçonnet                      | 1561-1566    | |
| Pierre VII de Barrault                | 1566-1569    | |
| Alphonse Vercelli                     | 1570-1573    | |
| René II de Birague                    | 1573-1578    | |
| Christophe de Lestang                 | 1580-1605    | |
| Gérard de Robin                       | 1605-1611    | |
| François de Lévis de Ventadour        | -            | Non sacré. |
| Charles de Lévis de Ventadour         | -            | Non sacré. |
| Anne de Lévis de Ventadour            | -            | Non sacré. |
| Jean VI de Plantavit de La Pause      | 1625-1648    | |
| François du Bosquet                   | 1648-1657    | |
| Roger de Harlay de Cézy               | 1657-1669    | |
| Jean-Armand de Rotondis de Biscarras  | 1669-1671    | |
| Jean-Antoine de La Garde de Chambonas | 1671-1692    | |
| Jacques-Antoine Phélypeaux            | 1692-1732    | |
| Jean-Georges de Souillac              | 1732-1750    | |
| Jean-Félix-Henri de Fumel             | 1750-1790    | |
| Jean-Jacques-Gabriel de Lévezou       | 1790-        | Dernier évêque-comte de Lodève (nommé par Louis XVI, mais non sacré). |